# Igor Ashurbeyli
 (novembre 2017).
Si vous disposez d'ouvrages ou d'articles de référence ou si vous connaissez des sites web de qualité traitant du thème abordé ici, merci de compléter l'article en donnant les références utiles à sa vérifiabilité et en les liant à la section « Notes et références ».
Igor Ashurbeyli est un scientifique, homme d'affaires et cryptarque russo-azerbaïdjanais et  « père fondateur », premier « chef de la nation », d'Asgardia.

## Biographie
Igor Ashurbeyli est né le 9 septembre 1963 à Bakou, en Azerbaïdjan. Il est un descendant de la famille azerbaïdjanaise d'Ashurbeyov.

### Éducation
En 1985, il sort diplômé de l'Azerbaïdjan State Oil Academy. Il a un doctorat en ingénierie, avec une spécialisation en informatique.

### Carrière
En 1988, il fonde le Socium, qui deviendra plus tard Socium Holding en 1988. En 1990, Igor Ashurbeyli déménage à Moscou. Il y occupe les postes de directeur général adjoint, premier directeur général adjoint et président du conseil et chef de la direction de SPA Almaz (rebaptisé plus tard GSKB Almaz-Antey) à partir de 1994. De 2000 à 2011, Ashurbeyli était le président-directeur général de SPA Almaz (parce que SPA Almaz a été rebaptisé Almaz-Antey, le sigle russe de cette société, GSKB Almaz –Antey est souvent confondu avec le JSC Concern Almaz-Antey).
À partir de 2004, il devient président du conseil d'administration de la Société d'experts non gouvernementaux à but non lucratif sur la défense contre les menaces spatiales (ESSTD). En 2014, l'ESSTD s'est vu accorder un statut consultatif spécial auprès du Conseil économique et social des Nations unies (ECOSOC).
Ashurbeyli démissionne de SPA Almaz en 2011. À partir de 2011, il est le président du conseil d'administration et superviseur scientifique de KB-1 (Design Bureau -1), société privée, président du conseil et propriétaire de Socium Holding.
En 2013, il fonde le Centre international de recherche aérospatiale (AIRC) à Vienne, en Autriche, en 2013. En 2014, AIRC a commencé la publication d'une revue spatiale internationale, ROOM, dont Ashurbeyli est le rédacteur en chef.

#### Créateur d’Asgardia
Fondateur du Centre International de Recherche Aérospatiale (Vienne), il est à l'origine d'Asgardia, projet de nation basée dans l'espace extra-atmosphérique.
En effet le 12 octobre 2016, Igor Ashurbeyli annonce, lors d'une conférence de presse à Paris, La naissance de la nouvelle nation spatiale Asgardia dans un discours d'ouverture. Le 20 janvier 2017, avec le soutien de plus de 150.000 membres, Igor Ashurbeyli prend le poste de chef de la nation asgardienne.
Le 25 juin 2018, il est nommé premier chef d’État de la “nation spatiale” Asgardia.

## Récompenses et prix
- En 2010, il reçoit le prix de la science et de la technologie de l’Etat en Russie.
- Le 5 février 2016, il reçoit la médaille de l'UNESCO pour ses contributions au développement des nanosciences et des nanotechnologies lors d'une cérémonie qui s'est tenue au siège de l'UNESCO, à Paris.